# 서울시흥초등학교
서울시흥초등학교는 대한민국 서울특별시 금천구 시흥동에 있는 공립 초등학교이다.

## 학교 연혁
- 1911년 7월 1일 시흥공립보통학교(4년제 4학급) 개교
- 1934년 4월 1일 6년제 6학급 개편
- 1938년 3월 31일 시흥공립심상소학교로 개칭[1]
- 1941년 3월 31일 시흥공립국민학교로 개칭[2]
- 1963년 4월 1일 서울시 편입으로 교명 변경[3](서울시흥국민학교)
- 1995년 2월 27일 과학실 이전 공사(제1, 제2과학실)
- 1996년 3월 2일 서울시흥초등학교로 교명 개칭[4]
- 1998년 6월 17일 체육관(강당) 준공
- 2005년 12월 8일 학교 공원화 사업 완공
- 2006년 3월 21일 동산 꾸미기 및 조성 사업
- 2007년 5월 28일 보육교실 개관
- 2007년 9월 12일 영어체험학습센터 개관
- 2018년 2월 13일 제105회 졸업식(114명, 누계 32,063명)
- 2018년 3월 1일 31학급 편성(특수 2)
- 2018년 3월 1일 제25대 신영순 교장 부임
- 2018년 6월 15일 본관 교실 불투명 유리창 교체
- 2018년 9월10일 운동장 데크 및 차양막 설치
- 2018년 10월 18일 후문 및 신관 연결통로 벽화 제작
- 2019년 2월 15일 제106회 졸업식(112명, 누계 32,175명)
- 2019년 2월 18일 민참컴퓨터실 구축(신관 4층)
- 2019년 3월 1일 32학급편성(특수 2)
- 2019년 3월 15일 돌봄교실(달마루반) 증설, 꿈마루반 리모델링, Wee-클래스 구축
- 2019년 4월 17일 제1회 시흥과학창의축전 개최
- 2019년 7월 25일 우리마을 전용교실(마실) 평생교육프로그램 운영(3년간), 뮤지컬실 구축 및 협력종합예술활동(3년간)
- 2019년 10월 18일 에코스쿨 꿈뜨락생태정원 조성
- 2019년 10월 30일~31일 느티나무 예술제
- 2019년 11월 5일 본관 꿈꾸는 화장실 조성(1~3층)
- 2019년 12월 10일 학생안전을 위한 중문(2개소)설치 및 급식실 현관 바닥 포장
- 2020년 2월 4일 1~2학년 꿈담교실(10실) 구축
- 2020년 2월 9일 무선인프라 환경 구축
- 2020년 2월 18일 제107회 졸업식(119명, 누계 32,294명)

## 학교 동문
기형도 시인

## 학교 상징
- 교화(校花) - 수수꽃다리 : 은은한 향기로 미소를 짓게 하는 사람이 되자.
- 교목(校木) - 느티나무 : 긴 수명으로 무궁한 발전을 상징한다.

## 참고 자료
- 서울시흥초등학교 - 한국교육학술정보원 학교알리미